# حرب الخلافة النمساوية
حرب الخلافة النمساوية (1740- 1748) هي حرب اشتركت فيها معظم القوى الكبرى وحتى الصغرى في أوروبا إثر تولي ماريا تيريزا خلافة سلالة هابسبورغ الملكية. شهدت الحرب عدداً من الأحداث الثانوية أيضاً، مثل حرب الملك جورج في أمريكا البريطانية وحرب الأذُن المقطوعة (والتي بدأت رسمياً في الثالث والعشرين من شهر أكتوبر عام 1739) وحرب كارناتيك الأولى في الهند والانتفاضة اليعقوبية عام 1745 في سكوتلندا، والحربان السيليزيتان الأولى والثانية.
سبب اندلاع الحرب هو اعتبار ماريا تيريزا غير مؤهلة لحكم الأراضي التي ورثتها عن والدها الإمبراطور تشارلز الخامس، لأن القانون السالي حرم النساء من الميراث الملكي. كانت تلك الذريعة الأساسية التي تحججت بها فرنسا وبروسيا، ولاحقاً بافاريا، ضد آل هابسبورغ وسلطتهم. تلقت ماريا تيريزا الدعم من بريطانيا وجمهورية هولندا وساردينيا وساكسونيا.
منذ عام 1739، خاضت إسبانيا حروبها المنفصلة مع بريطانيا، والتي عُرفت بحرب الأذن المقطوعة، ودارت أحداثها في الأمريكتين. لكنها انخرطت أيضاً في الحرب الأوروبية آملة باستعادة ممتلكاتها السابقة في شمال إيطاليا، والتي خضعت وقتها لسلطة النمسا. وباعتبار أن إسبانيا استعادت سابقاً مملكة نابولي عام 1735، فالدخول في تلك الحرب سيمكنها من استعادة الأراضي التي خسرتها وفقاً لمعاهدة أوتراخت عام 1713.
انتهت الحرب بمعاهدة أيكس لا شابيل عام 1748، بينما حظيت ماريا تيريزا بالاعتراف الرسمي بصفتها أرشديوقة النمسا وملكة هنغاريا، لكن بروسيا احتفظت بسيليزيا. لمّا تُحل المشاكل الدفينة، بالإضافة إلى الاضطرابات السياسية في أوروبا، فأدت تلك العوامل إلى حرب السنوات السبع بين عامي 1756 و1763.

## خلفية تاريخية
كان السبب المباشر لاندلاع حرب الخلافة النمساوية هو موت الإمبراطور تشارلز الخامس (1685- 1740) وتَركة عائلة هابسبورغ الملكية، والتي يُشار إليها عموماً بالنمسا.
في عام 1703، أفضى ميثاق الخلافة المتبادل بين الإمبراطور ليوبولد الأول وابنيه جوزيف وتشارلز إلى اتفاق على تقسيم ممتلكات آل هابسبورغ إذا لم يتبق في السلالة وريث ذكر، فتذهب الممتلكات أولاً إلى الوريثات الإناث من نسل جوزيف، ثم الوريثات الإناث من نسل تشارلز. ولأن القانون السالي حرم النساء من الميراث، فلا بد من الحصول على الموافقة من البرلمان الإمبراطوري والأقاليم التابعة لآل هابسبورغ.
توفي جوزيف عام 1711 بعدما خلّف ابنتين: ماريا جوزيف وماريا أماليا، وأصبح تشارلز بذلك الذكر الأخير لسلالة هابسبورغ. في شهر أبريل من عام 1713، أصدر تشارلز المرسوم العملي، فسمح للنساء بالحصول على الورثة، لكنه وضع بناته (اللواتي لمّا يولدن حينها) قبل بنات جوزيف ضمن قائمة الورثة.
وُلدت ماريا تيريزا عام 1717 فضمنت بذلك خلافتها عرش أبيها. في عام 1719، طلب تشارلز من ابنتي أخيه ماريا جوزيف وماريا أماليا التنازلَ عن حقوقهما لماريا تيريزا مقابل تزويجهما من فريدريك أغسطس أمير ناخب ساكسونيا وتشارلز ألبرت أمير ناخب بافاريا على التوالي. أمل تشارلز أن تضمن تلك الزيجات منصب ابنته، فلن تقبل ساكسونيا أو بافاريا تولي إحداهما السيطرة على أملاك وتركة آل هابسبورغ، لكن تصرفات تشارلز قوّضت منطق تلك الاتفاقية.
أصبحت تلك القضية العائلية خلافاً أوروبياً جراء التوترات السياسية داخل الإمبراطورية الرومانية المقدسة، والناجمة عن التوسع الدراماتيكي لسلطة وحجم بافاريا وبروسيا وساكسونيا، والتي انعكست في الفترة التالية للتوسع الهابسبورغي في الأراضي التي كانت تابعة سابقاً للإمبراطورية العثمانية. برزت تعقيدات أخرى يعود أصلها إلى منصب الإمبراطور الروماني المقدس، والذي شغله آل هابسبورغ منذ عام 1437. كانت تلك الأسباب المركزية وراء حرب الخلافة والتي أعادت تشكيل توازن القوى الأوروبية التقليدي، فكانت معظم المطالب القانونية مجرد مزاعم لاحتلال المزيد من الأراضي.
رفضت بافاريا وساكسونيا الامتثال لقرارات البرلمان الإمبراطوري، بينما وافقت فرنسا عام 1738 على دعم «المطالب المشروعة» لتشارلز ألبرت أمير ناخب بافاريا، بالرغم من قبول العقوبات العملية سابقاً في عام 1735.

## نظرة عامة على الجيش والاستراتيجيات
بالإمكان تقسيم الحرب إلى 3 صراعات مستقلة لكنها مرتبطة ببعضها: اندلعت الحرب الأولى لفرض السيطرة على سيليزيا بين بروسيا والنمسا. أما في الحرب الثانية، فحاولت فرنسا إضعاف سلطة وقوة النمسا في ألمانيا، بينما سعت إسبانيا إلى استعادة الأراضي التي خسرتها في إيطاليا عقب حرب الخلافة الإسبانية. أما الحرب الثالثة، فكانت بين بريطانيا وفرنسا ضمن سباق عالمي متسارع لإظهار التفوق، وفي النهاية، استطاعت فرنسا غزو واحتلال الأراضي المنخفضة النمساوية ما أكسبها سيطرة مطلقة في نهاية المطاف، بينما حققت الانتصارات البحرية لبريطانيا هيمنة متزايدة على الماء.
خلال معظم القرن الثامن عشر، خاضت فرنسا حروبها بنفس الأسلوب: إما ترك المستعمرات تدافع عن نفسها، أو تقديم الحدود الدنيا من المعونة (فكانت ترسل عدداً محدوداً من القوات أو الجنود غير المتدربين)، فاعتبرت فرنسا أن معارك المستعمرات هي معارك خاسرة على أي حال. لكن فرنسا كانت، إلى حد ما، مُجبرة على اتباع تلك الاستراتيجية: فالأسباب الجغرافية وتفوّق البحرية البريطانية جعلا توفير المعونة والدعم للمستعمرات الفرنسية أمراً صعباً. إضافة إلى ذلك، وبشكل مشابه، استلزمت الحدود البرية الطويلة إنشاء جيش محلي قوي. وفقاً لتلك الضرورات العسكرية، ركّزت الحكومة الفرنسية استراتيجيتها الحربية على الجيش الفرنسي في أوروبا: فأبقت معظم قواتها ضمن القارة الأوروبية، آملة أن تجلب تلك القوة العسكرية الكبيرة النصر في المعارك القريبة من فرنسا. عقب انتهاء حرب الخلافة النمساوية، أعادت فرنسا جميع الممتلكات التي احتلتها في أوروبا، لكنها تحصّلت على بعض ممتلكات ما وراء البحر مثل لويسبورغ، أي استعادت وضعها السابق قبل الحرب.
حاول البريطانيون في المقابل -وفقاً لنزعة بريطانيا في تلك الفترة ولأسباب عملية- تجنّب إرسال قوات كبيرة من الجيوش إلى القارة الأوروبية. سعى البريطانيون إلى إصلاح خلل القوى الناشئ في أوروبا عن طريق عقد تحالفات مع دولة كبرى أو أكثر، خاصة الدول التي تتعارض مصالحها مع مصالح أعداء بريطانيا، وتحديداً دولة فرنسا. ففي حرب الخلافة النمساوية، تحالف البريطانيون مع النمسا، لكن بحلول حرب السنوات السبع، تحالفوا مع بروسيا، عدوّة النمسا. وعلى خلاف فرنسا، كافحت بريطانيا كي تُبقي المعارك في المستعمرات عند انخراطها في حربٍ ما، وبذلك تستغل قوتها البحرية بالكامل. اتبع البريطانيون إستراتيجية مزدوجة تتمثل بتطبيق حصار بحري وقصف موانئ العدو، واستغلال قدرة بريطانيا البحرية لنقل الجنود بحراً. كانت بريطانيا تعتدي على سفن العدو وتهاجم المواقع الأمامية له، مستخدمة سُكان المستعمرات المجاورة لمستعمراتها في ذلك الأمر. نجحت تلك الخطة في أميريكا الشمالية بشكل أفضل من أوروبا، لكنها وضعت أساسات حرب السنوات السبع.

## حملة سيليزيا عام 1740
عندما أصبح فريدريك الثاني في الثامنة والعشرين من عمره، خلف والده فريدريك ويليام في منصب ملك بروسيا، وذلك في الحادي والثلاثين من شهر مايو عام 1740. تعاظمت أهمية بروسيا في العقود السابقة، لكن حدودها وأراضيها المتناثرة منعتها من امتلاك سلطة وقوة بارزتين في أوروبا، وهذا ما حاول فريدريك تغييره. جاء موت الإمبراطور تشارلز السادس في العشرين من شهر أكتوبر عام 1740 وشكّل فرصة لضمّ سيليزيا إلى بروسيا، لكن كان على فريدريك أن يُسارع إلى القيام بضم سيليزيا قبل أن يسبقه أغسطس أمير ناخب ساكسونيا، وملك بولندا لاحقاً، إلى ذلك.
بفضل فريدريك ويليام وليوبولد أمير أنهالت ديساو، كان الجيش البروسي من أفضل الجنود في أوروبا من ناحية التدريب والقيادة. تجنّب جيش بروسيا المعارك التي دارت مؤخراً في تلك الفترة، ما جعله عاملاً مجهولاً في الحرب، وبلغ تعداده 80 ألف مقاتلٍ، وهو رقم كبيرٌ بشكل غير متكافئ، فلم يشكل تعداد القوات المسلحة سوى 4 بالمئة من تعداد السكان البالغ 2.2 مليون. بينما كان تعداد السكان في النمسا 16 مليون، وبلغ تعداد قواتها المسلحة 157 ألفًا، لكن القيود المالية التي عانت منها النمسا جعلت من ذاك العدد أقل بشكل ملحوظ. وبما أن رقعة امتداد النمسا واسعة جداً، فكان على الجيش أن يدافع عن مساحات واسعة من الأراضي، ولم يستطع حماية البلاد من غزو القوات المعادية.
بالإضافة لتلك الميزات النوعية التي امتلكتها بروسيا، عمل فريدريك على إطلاق جبهتي حربٍ عن طريق توقيعه معاهدة سرية مع فرنسا في شهر أبريل من عام 1739، واتُفق فيها على أن تهاجم فرنسا النمسا من الغرب، بينما تهاجم بروسيا من الشرق. وفي أوائل شهر ديسمبر عام 1740، تجمّع الجيش البروسي على طول نهر الأودر، وفي السادس عشر من شهر ديسمبر، غزا سيليزيا دون إعلان رسمي للحرب.